# Тарич Юрій Вікторович
Юрій Вікторович Тарич (рос. Ю́рий Ви́кторович Та́рич; нар. 24 січня 1885, Полоцьк, Вітебська губернія, Російська імперія — пом. 21 лютого 1967, Москва, Російська РФСР) — російський кінорежисер, сценарист. Заслужений діяч мистецтв Росії (1935).

## Життєпис
Вчився на юридичному факультеті у Московському університеті (1903—1905). 1905 року за революційну діяльність був заарештований і засланий до Сибіру. Працював актором у драматичних театрах Тобольська, Чити, Вільно, Тамбова, Липецька. Написав сценарій для фільму «Трагедія сім'ї Набатових».
У 1917 році перебрався до Москви. З 1918 року займається театральною діяльністю, пише сценарії, грає у московських театрах, керує Курсантським театром у Кремлі. З 1924 року створює сценарії для фільмів, 1925 року як режисер бере участь у зйомках фільмів. У 1926 році зняв перший білоруський фільм «Лісова бувальщина». В 1931 випустив агітаційний фільм «Висота 88,5».
Був режисером 3-ї фабрики Госкіно, Мінської кіностудії (1938, 1941), Одеської кіностудії художніх фільмів (1939), Центральної об'єднаної кіностудії (1943, Алма-Ати); художнім керівником «Монголкіно» (1945, Улан-Батор), режисером студії «Союздитфільм» (Москва, 1948) та Театру-студії кіноактора тощо. Поставив в Україні кінокартину «Небеса» (1940). Нагороджений орденом Трудового Червоного Прапора, «Знак Пошани».

## Фільмографія
- 1926: «Лісова бувальщина»
- 1926: «Крила холопа»
- 1927: «Булат Батир»
- 1929: «До завтра»
- 1930: «Ненависть»
- 1935: «Шлях корабля»
- 1940: «Небеса»

та інші.